# Jedna na milion (singel)
Jedna na milion – singel polskiej piosenkarki Roksany Węgiel. Singel został wydany 21 marca 2024.
Kompozycja znalazła się na 46. miejscu listy OLiA, najczęściej odtwarzanych utworów w polskich rozgłośniach radiowych.

## Geneza utworu i historia wydania
Utwór napisali i skomponowali Roksana Węgiel, Anastazja Maciąg, Jeremi Sikorski, Kevin Mglej, Maciej Puchalski i Piotr Bukowski.
Singel ukazał się w formacie digital download 21 marca 2024 w Polsce za pośrednictwem wytwórni płytowej Unity Records.

## „Jedna na milion” w stacjach radiowych
Nagranie było notowane na 46. miejscu w zestawieniu OLiA, najczęściej odtwarzanych utworów w polskich rozgłośniach radiowych.

## Lista utworów
- Digital download[2]

1. „Jedna na milion” – 2:52

## Notowania

### Pozycja na liście airplay
| Kraj   | Lista (2024)                   | Najwyższa pozycja |
| ------ | ------------------------------ | ----------------- |
| Polska | OLiS – oficjalna lista airplay | 46                |